# Christian Mürau
Christian Mürau (* 1967 in Hannover) ist ein deutscher Fernsehmoderator.

## Leben und Wirken
Mürau erwarb einen Highschool-Abschluss in Los Angeles und studierte nach seinem Abitur an der Universität Nürnberg Englisch und Geschichte auf Gymnasiallehramt. Den Beruf des Lehrers übte er allerdings nie aus.
Bereits während seines Studiums arbeitete er ab 1990 als Moderator für Radio Charivari Nürnberg. Es folgte ein Volontariat und anschließend bis 1995 eine freie Mitarbeit bei Franken Funk und Fernsehen. Anschließend war er als freier Nachrichtensprecher für Radio Energy Nürnberg tätig und arbeitete von 1996 bis 1999 für TV München. Hier moderierte er mehrere Magazine, unter anderem „Große Freiheit und Rasant“.
Von 2000 bis 2012 moderierte er für Kabel 1 das wöchentliche Wissensmagazin Abenteuer Leben sowie von 2006 bis 2012 außerdem das tägliche Format Abenteuer Leben – täglich Wissen und die ca. zweistündige Samstagsausgabe „Abenteuer Wissen - Weekend“.
Seit 2004 moderierte Mürau auch für die Deutsche Welle bei DW-TV.
Mürau war von 1994 bis 2014 mit der deutschen Fernsehmoderatorin Karen Webb liiert und hat einen Sohn und eine Tochter.